# Dinastía Esratsimir
La Dinastía Esratsimir, también Esracimir o Esratsimirovtsi (en búlgaro: Срацимировци) fue una dinastía medieval búlgara y albanesa que gobernó el Zarato de Tarnovo, el Zarato de Vidin, el Principado de Valona y Kanina, y el Despotado de Lovech.
- Esratsimir de Kran

- Juan Comneno Asen (1332 - 1363)

- Alejandro Comneno Asen (1363 - 1372)
- Comnena (1372 - 1395)

- Iván Alejandro (1331 - 1371)

- Miguel Asen IV (n. c. 1322, coemperador de 1332 -1355)
- Iván Esratsimir (n. 1324/1325, gobernó de 1356 -1397 en Vidin)

- Dorotea de Bosnia
- Constantino II (n. inicios de 1370, gobernó de 1397 -1422 en Vidin y en el exilio)

- Iván Shishman (n. 1350/1351, gobernó de 1371 -1395 en Tarnovo)

- José II de Constantinopla (Patriarca de Constantinopla 1416 -1439)
- Fruzhin (m. c. 1460)

- Helena (1332 - 1356)